# Stefan Kaminski
Stefan Kaminski (* 6. Juni 1974 in Dresden) ist ein deutscher Schauspieler und Autor sowie Synchron-, Hörspiel- und Hörbuchsprecher. Seine bekanntesten Rollen sind der Joker aus Suicide Squad und aus dem DC Extended Universe sowie Kermit, der Frosch, denen er in den deutschen Versionen seine Stimme lieh.

## Karriere
Ab 1996 arbeitete Kaminski unter anderem als Autor und Sprecher für die Kinderredaktion Zappelduster (Radio Brandenburg, RBB) und als Moderator und Musikjournalist für die Metal-Show Stahlwerk (Radio Fritz, RBB). Von 1999 bis 2003 absolvierte er sein Schauspielstudium an der Ernst-Busch-Hochschule für Schauspielkunst in Berlin. 2001 trat er erstmals am Deutschen Theater Berlin auf, wo er mit Regisseuren wie Jürgen Kruse, Dimiter Gotscheff und Leonhard Koppelmann arbeitete. 2004 entstand dort sein Hörspiel-Theater-Format Kaminski ON AIR.
Bekannt ist Stefan Kaminski auch als Synchronstimme von Kermit, dem Frosch (seit 2012), und als Ratte Marvi Hämmer aus der gleichnamigen Hörbuch- und TV-Reihe (auf KI.KA und ZDF). Auch ist Kaminski im Anime Overlord zu hören und synchronisierte außerdem für die Filme Wish und Killers of the Flower Moon.
2006 erhielt Kaminski den Preis der Deutschen Schallplattenkritik für die Hörbuchproduktion Wir pfeifen auf den Gurkenkönig von Christine Nöstlinger. 2009 wurde er mit der Hörbuchproduktion Motel Life von Willy Vlautin für den Deutschen Hörbuchpreis nominiert. Seither hat Stefan Kaminski genreübergreifend weit über 200 veröffentlichte Hörbücher eingesprochen. Für die DVD-Box Kaminski ON AIR: Der Ring des Nibelungen erhielt er im Wagnerjahr 2013 den Preis der Deutschen Schallplattenkritik in der Kategorie „Grenzgänge“ und 2017 wurde seine Lesung von Im Labyrinth der Lügen als bestes Kinderhörbuch im Rahmen des Deutschen Hörbuchpreises 2017 ausgezeichnet.

## Auftritte und Werke

### Bühne
- 2001–2002: Antigone. Rolle: Haimon, Regie: Peter Wittenberg
- 2002–2003: Das Sparschwein. Rolle: Cordenbois, Regie: Patrick Schlösser
- 2001–2003: Gast am Deutschen Theater Berlin
- 2003: König Ödipus. Rolle: Der Beteiligte, Regie: Hans Neuenfels
- 2003: Komödie der Verführung. Rolle: Leindorf, Regie: Stephan Kimmig
- 2003–2004: Wolken ziehen vorüber. verschiedene Rollen, Regie: Stephan Kimmig
- 2003–2004: Das Käthchen von Heilbronn. Rolle: Rheingraf vom Stein, Regie: Nicolas Stemann
- 2004–2005: Othello. Rolle: Cassio, Regie: Jürgen Kruse
- 2004: Tod eines Handlungsreisenden. Rolle: Happy, Regie: Dimiter Gotscheff
- 2004: GERMANIA.Stücke. verschiedene Rollen, Regie: Dimiter Gotscheff
- 2004: Kaminski LIVE – HörSpiel: Im Bann des Psychopudels. Buch: Christian Berner, FS Blumm, Regie, alle Rollen: Stefan Kaminski
- 2005–2006: Kaminski ON AIR. Buch/Regie: Eike Hannemann, alle Rollen: Stefan Kaminski
- 2005: Geschichten aus dem Wiener Wald. Rolle: Erich, Regie: Dimiter Gotscheff
- 2005: Der Kaufmann von Venedig · Rolle: Lorenzo, Regie: Tina Lanik
- 2005–2009: Eines langen Tages Reise in die Nacht. Rolle: Edmund Tyrone, Regie: Thomas Schulte-Michels
- 2006–2008: Die Glasmenagerie. Rolle: Tom, Regie: Bettina Bruinier
- 2006–2008: Sportchor. Sprecher und Solodarsteller, Regie: Leonhard Koppelmann
- 2007: Don Karlos. Rolle: Domingo, Regie: Nicolas Stemann
- 2007–2009: Motortown. Rolle: Danny, Regie: Christoph Mehler
- 2007:* Kaminski ON AIR – Kong. alle Rollen, Buch & Regie: Stefan Kaminski
- 2007:* Kaminski ON AIR – Rheingold. alle Rollen, Buch & Regie: Stefan Kaminski
- 2003–2007: Engagement am Deutschen Theater Berlin
- 2008:* Kaminski ON AIR – Walküre. alle Rollen, Buch & Regie: Stefan Kaminski
- 2009:* Kaminski ON AIR – Siegfried. alle Rollen, Buch & Regie: Stefan Kaminski
- 2009:* Kaminski ON AIR – Götterdämmerung. alle Rollen, Buch & Regie: Stefan Kaminski
- 2011: Kaminski ON AIR – Es kam von oben – ein gesellschaftskritisches schwarz/weiss-Hörspiel. alle Rollen, Regie: Stefan Kaminski
- 2007–2012: Gast am Deutschen Theater Berlin mit Kaminski ON AIR

(* = Premierenjahr)

### Hörbücher (Auswahl)
Kaminski ist in seiner Karriere bereits für mehrere Verlage tätig gewesen, so etwa für Random House Audio, Der Audio Verlag, Argon Verlag, Hörbuch Hamburg, Lübbe Audio & Audible.
- Nick Hornby: A Long Way Down. Der Hörverlag & BookBeat, München 2005.
- Boy Lornsen: Robbi, Tobbi und das Fliewatüüt. Der Audio Verlag, 2006.
- Alexander Osang: Lennon ist tot. Der Audio Verlag, Berlin 2007.
- Christine Nöstlinger: Wir pfeifen auf den Gurkenkönig. Beltz, 2007.
- Neil Gaiman: American Gods. Audible, Berlin 2007.
- Jack Flint und der Bann des Herzsteins. Der Audio Verlag, Berlin 2008.
- Shadow. Der Audio Verlag, Berlin 2008.
- Wladimir Sorokin: Der Tag des Opritschniks. Lübbe Audio 2009.
- Terry Pratchett: Eine Insel. Random House Audio, 2009.
- Moritz Rinke: Der Mann, der durch das Jahrhundert fiel. GoyaLiT, Hamburg 2010.
- Kaminski ON AIR: KONG! (Live aus dem Deutschen Theater Berlin), Lübbe Audio, 2010.
- Kathryn Lasky: Die Legende der Wächter 1-10, Goyalibre. Hamburg 2010–2013.
- Sorry, wir haben die Landebahn verfehlt. Der Audio Verlag, Berlin 2010.
- Lyman Frank Baum: Der Zauberer von Oz. Jumbo Neue Medien, 2010.
- Lieneke Dijkzeul: Ein Traum vom Fußball. Scala Z Media, 2010, ISBN 978-3-941674-05-9.
- Sergej Lukianenko: Trix Solier. Der Hörverlag, 2010.
- Morton Rhue: Fame Junkies, Goyalibre. Hamburg 2010.
- Anonymous: Das Buch ohne Staben. Lübbe Audio, 2010.
- Anonymous: Das Buch ohne Namen. Lübbe Audio, 2010.
- Andreas Eschbach: Black Out. Arena Verlag, 2010.
- Rudyard Kipling: Das Dschungelbuch. (Audible exklusiv, 2010)
- Ian und Hai Iggulden: Dangerous Book for Boys Argon Verlag, 2010.
- Heinrich Heine: Aus den Memoiren des Herren von Schnabelewopski. Jumbo Neue Medien, 2011.
- Jane Austen, Seth Grahame Smith: Stolz und Vorurteil und Zombies. Audible, 2011.
- Benno Pludra: Lütt Matten und all die anderen. Hörcompanie, 2011.
- Ingo Siegner: Eliot und Isabella 1-3. Argon Verlag, Berlin 2011.
- Martin Mosebach: Was davor geschah. GoyaLiT, Hamburg 2011.
- Carlo Collodi: Pinocchio. Oetinger Verlag, 2011.
- Andreas Eschbach: Hide Out. Arena Verlag, 2011.
- Anonymous: Das Buch ohne Gnade. Lübbe Audio, 2011.
- Ross Mackenzie : Piraten der Nacht D>A<V, 14. April 2011
- Libba Bray: Ohne. Ende. Leben. Goyalibre, 2011.
- Henry Chancellor: Tom Scatterhorn und die Reise in den Vulkan. 2011.
- Selma Lagerlöf: Nils Holgerssons wunderbare Reise. Ohrka.de 2012.
- Wilhelm Busch: Max und Moritz. Ohrka.de 2012.
- Jules Verne: Die Reise zum Mittelpunkt der Erde. Ohrka.de 2012.
- Jonathan Swift: Gullivers Reisen. Ohrka.de 2012.
- Nicolas Barreau: Eines Abends in Paris. Hörbuch Hamburg, Hamburg 2012.
- David Foenkinos: Nathalie küsst. Hörbuch Hamburg, Hamburg 2012.
- Wolfgang Herrndorf: Sand. Argon Verlag, Berlin 2012.
- Terry Pratchett: Wachen! Wachen!. Schall & Wahn 2012.
- Geoff Rodkey: Dreckswetter und Morgenröte. Die Legenden der Blauen Meere. Band 1. Silberfisch bei Hörbuch Hamburg, Hamburg 2013, ISBN 978-3-86742-155-3. (Gekürzte Lesung 5 CD).
- Jeanne Willis: Pingu-Power – Die tollste Show der Welt. Sauerländer audio, Frankfurt am Main 2013.
- Cally Stronk, Steffen Herzberg: Giraffenaffen – Die Schatzsuche. Oetinger audio, Hamburg, 2013.
- Cally Stronk, Steffen Herzberg: Giraffenaffen – Wir sind da. Oetinger audio, Hamburg, 2013.
- Patrick Rothfuss: Die Furcht des Weisen (Die Königsmörder-Chronik 2.1) Der Hörverlag 2013.
- Kevin Hearne: Gehetzt – Die Chroniken des Eisernen Druiden I. Hörbuch Hamburg, Hamburg 2013, ISBN 978-3-86909-155-6.
- Patrick Rothfuss: Die Furcht des Weisen 2.(Die Königsmörder-Chronik 2.2) Der Hörverlag 2013
- Patrick Rothfuss: Der Name des Windes.(Die Königsmörder-Chronik 1) Der Hörverlag 2013.
- Jeanne Willis: Pingu-Power. Die tollste Show der Welt Sauerländer audio, 2013.
- Terry Pratchett: Dunkle Halunken. OSTERWOLDaudio, Hamburg 2013, ISBN 978-3-86952-184-8.
- Hugo von Hofmannsthal: Jedermann. Jumbo Neue Medien 2013.
- Kevin Hearne: Verhext – Die Chroniken des Eisernen Druiden II. Hörbuch Hamburg, Hamburg 2014, ISBN 978-3-89903-866-8.
- Jeanne Willis: Pingu-Power – Die tollste Rettung der Welt. Sauerländer audio, Berlin 2014.
- Kaminski ON AIR: Der Ring des Nibelungen (4 CD-Box). Jumbo Neue Medien, Goya Lit 2014.
- Jeanne Willis: Pingu-Power. Die tollste Rettung der Welt Sauerländer audio, 2014.
- Helme Heine: Freunde – Die Schatzsuche. Argon Verlag, Berlin 2014.
- Kathryn Lasky: Der Clan der Wölfe 1-2. Goyalibre 2014.
- Frank Schätzing: Der Schwarm. Der Hörverlag 2014.
- Ulf Nilsson und Britta Nonnast: Mein Bruder und ich. Geschwistergeschichten Argon Verlag, 2015.
- Thomas Brussig: Das gibts in keinem Russenfilm Argon Verlag, 2015.
- Frank Schätzing: Die dunkle Seite. Der Hörverlag 2015.
- Rick Riordan: Die Kane-Chroniken – Die rote Pyramide Silberfisch Verlag, 2016
- Rick Riordan: Die Kane-Chroniken – Der Schatten der Schlange Silberfisch Verlag, 2016
- Rick Riordan: Die Kane-Chroniken – Der Feuerthron Silberfisch Verlag, 2016
- Bertrand Santini: Hugo und die Dämonen der Nacht Sauerländer audio, 2017.
- Martin Muser: Kannawoniwasein! Manchmal muss man einfach verduften. Hörbuch Hamburg 2018.
- Hans Christian Andersen: Das hässliche Entlein. Ohrka.de 2018.
- Brüder Grimm: Schneewittchen und die sieben Zwerge. Ohrka.de 2018.
- Brüder Grimm: Rapunzel. Ohrka.de 2018.
- Brüder Grimm: Aschenputtel. Ohrka.de 2018.
- Laurent Binet: Eroberung. Argon Verlag, 2020.
- Jay Spencer: Paradise Pirates retten Captain Scratch, der Audio Verlag 2022, ISBN 978-3-7424-1767-1.
- Katja Brandis: Drachendetektiv Schuppe – Chaos im Zauberwald. Argon Verlag 2022, ISBN 978-3-8398-4274-4.
- Katja Brandis: Drachendetektiv Schuppe – Gefährliches Gemüse. Argon Verlag 2022, ISBN 978-3-8398-4287-4.
- Ned Beauman: Der Gemeine Lumpfisch – Sci-Fi-Satire um miese Deals und tote Tiere, Liebeskind Verlag 2023, BR2, ISBN 978-3-95438-158-6
- Katja Brandis: Drachendetektiv Schuppe - Algensuppe und Nixenspucke. Argon Verlag 2023, ISBN 978-3-8398-4296-6
- 2024: Thomas Krüger: Die Götter müssen zurück sein, der Hörverlag/Schall&Wahn/Karl Rauch, ISBN 978-3-8371-6894-5
- 2025: George R. R. Martin: Alle Das Lied von Eis und Feuer Romane, Random House Audio
- 2025: David Walliams: Familie von Murks. Argon Verlag 2025, ISBN 978-3-8398-4330-7

### Hörspiele und Features (Auswahl)
- 1999: Isaak Babel: Die Reiterarmee (Gilumov) – Regie: Joachim Staritz (Hörspiel (3 Teile) – MDR/DLR)
- 2003: Stefan Amzoll: Putze Polina – Regie: Wolfgang Rindfleisch (Hörspiel – DLR)
- 2004: Eveline Passet/Raimund Petschner: Die eigensinnige Füllung der Tage (Von Arbeit und Eigenzeit) – Regie: Stefanie Lazai (Feature – DLR Berlin)
- 2004: Oliver Bukowski: Serjosha & Schultz – Regie: Karlheinz Liefers (Hörspiel – DLR Berlin)
- 2004: Holger Siemann: Mordspiel (Niedernolte) – Regie: Christa Kowalski (Kriminalhörspiel – RBB)
- 2006: Judith Lorentz: Das Gespenst von Canterville Orchesterhörspiel nach Oscar Wilde – Regie: Judith Lorentz (Kinderhörspiel – SWR/HR/BR/DLR/NDR)
- 2006: Alexander Schnitzler: Die Zwölf vom Dachboden – Regie: Bernhard Jugel (Kinderhörspiel – MDR)
- 2007: Wolfgang Zander: Big Jump oder Charlotte träumt – Regie: Beatrix Ackers (Kinderhörspiel – DKultur)
- 2008: Heiner Grenzland: Tsunami über Deutschland – Musik und Regie: Heiner Grenzland (Original-Hörspiel, Science-Fiction-Hörspiel – RBB)
- 2009: Wolfgang Zander: Das schwarze Haus – Regie: Beatrix Ackers (Kinderhörspiel – DKultur)
- 2012: Aravind Adiga: Der weiße Tiger – Bearbeitung und Regie: Beate Andres (Hörspiel – DKultur/NDR)
- 2013: Wilhelm Speyer: Charlott etwas verrückt – Regie: Moritz von Rappard (Hörspiel – RBB)
- 2013: Nii Parkes: Die Spur des Bienenfressers – Regie: Thomas Leutzbach (Hörspiel – WDR)
- 2013: Eva Lia Reinegger: Jähnicke schmeckt’s – Regie: Stefanie Lazai (Kriminalhörspiel – DKultur)
- 2014: Levander Berg: Teufels Spielplatz – Regie: Wolfgang Rindfleisch (Hörspiel – DLF)
- 2014: Bettina Erasmy: Chapters – Regie: Silke Hildebrandt (Hörspiel – HR)
- 2014: Frank Schültge/Christian Berner: Paul Browski und die Monotonie des Yeh Yeh Yeh – Regie: Frank Schültge/Christian Berner (Hörspiel – Autorenproduktion für SWR)
- 2016: Rainer Brandt: Sartana – Noch warm und schon Sand darauf – Bearbeitung und Regie: Leonhard Koppelmann (Hörspiel – WDR)
- 2018: Sebastian Fitzek/Johanna Steiner: Der Augensammler (Audible-Hörspiel)
- 2020: Die hr3 Weihnachtsgeschichte - Das Hörspiel – Regie: Leonhard Koppelmann (Hörspiel, HR)

### DVD
- 2014: Kaminski ON AIR: Der Ring des Nibelungen. Regie: Stefan Kaminski, bel air edition
- 2015–2020 Overlord für Köln Synchron

### Kino
- 2009: Die Friseuse, Regie: Doris Dörrie
- 2005: Maria am Wasser, Regie: Thomas Wendrich

### Fernsehen
- 2007: Morgen räum’ ich auf (HR), Regie: Martina Elbert · ARD
- 2005: Schiller Reloaded (HR), Regie: Theo Roos · 3sat